# Rischiatutto 70
Rischiatutto 70 è stato un programma televisivo italiano remake di Rischiatutto, storico telequiz condotto originariamente da Mike Bongiorno. In questa versione speciale condotta da Carlo Conti vengono omaggiati i 70 anni della Rai.
Il programma va in onda dallo studio 5 degli studi televisivi Fabrizio Frizzi in Roma.

## Il programma
Il programma si ispira al gioco originale Rischiatutto. In questa edizione speciale si è voluto ripercorrere la storia della TV in occasione dei 70 anni della Rai.
Autori del programma sono Carlo Conti con Ivana Sabatini, Emanuele Giovannini, Leopoldo Siano, Mario D'Amico, Walter Santillo, Antonio Miglietta e Stefania De Finis mentre ai testi collaborano Claudia Di Giuseppe, Mattia Bravi e Fiammetta Profili.

## Regole del gioco
Il Tabellone
Rispetto al gioco originale si inizia subito con il tabellone, che è diviso in 6 categorie con 5 domande l'uno, dal valore di 1.000, 2.000, 3.000, 4.000 e 5.000 punti.
Se nel gioco originale partiva il concorrente che aveva ottenuto il numero maggiore di risposte alle domande preliminari, qui inizia la coppia di concorrenti che si prenota per primo.
La coppia sceglie la categoria con i punti in palio, e successivamente il conduttore manda il filmato e propone la domanda. Nel caso in cui i concorrenti che si sono prenotati sbaglino, perdono i punti del valore della domanda. Se invece indovinano acquisiscono i punti della domanda e si procede a scegliere una nuova categoria. Se nessuno indovina il conduttore pone una seconda domanda.
Come nella versione originale, i concorrenti possono trovare il rischio. Questo significa che i concorrenti possono decidere di giocare quanti punti vogliono tra quelli che hanno a disposizione. In questo caso però la coppia che ha trovato il rischio deve rispondere correttamente a due domande. Nel caso in cui indovinino, ricevono i punti che si sono giocati. Nel caso in cui sbaglino, perdono i punti che hanno giocato.
Il Raddoppio Finale
Il gioco si conclude con il raddoppio finale, ovvero la coppia sceglie una busta da 1 a 3. Nella busta vengono contenute 3 domande, che la coppia dovrà rispondere in 1 minuto esattamente. Nel caso in cui sbagliano perdono tutto. Se indovinano raddoppiano. Vince la coppia che ha più punti.

## Edizioni
| Edizione | Anno | Messa in onda  | Messa in onda | Rete  | Puntate | Conduzione  | Studio                                                  | Regia              |
| Edizione | Anno | Inizio         | Fine          | Rete  | Puntate | Conduzione  | Studio                                                  | Regia              |
| -------- | ---- | -------------- | ------------- | ----- | ------- | ----------- | ------------------------------------------------------- | ------------------ |
| 1ª       | 2024 | 3 gennaio 2024 | 9 marzo 2024  | Rai 1 | 3       | Carlo Conti | Studio 5 degli studi televisivi Fabrizio Frizzi di Roma | Maurizio Pagnussat |

## Puntate
Rispetto al Rischiatutto, nel quale giocavano 3 concorrenti singoli, al Rischiatutto 70 giocano 3 coppie formate da 6 volti famosi della Rai. Inoltre la coppia vincitrice di ogni puntata, torna in quella successiva.
| Puntata | Messa in onda  | Concorrenti                       | Concorrenti                          | Concorrenti                     | Ospiti                                    | Telespettatori | Share  |
| Puntata | Messa in onda  | Prima coppia                      | Seconda coppia                       | Terza coppia                    | Ospiti                                    | Telespettatori | Share  |
| ------- | -------------- | --------------------------------- | ------------------------------------ | ------------------------------- | ----------------------------------------- | -------------- | ------ |
| 1       | 3 gennaio 2024 | Piero Chiambretti e Nino Frassica | Loretta Goggi e Luca Argentero       | Mara Venier e Alberto Matano    | Pippo Baudo, Renato Zero, Massimo Ranieri | 4 529 000      | 28,15% |
| 2       | 2 marzo 2024   | Piero Chiambretti e Nino Frassica | Christian De Sica e Alessia Marcuzzi | Carlo Verdone e Claudia Gerini  | Pooh, Ricchi e Poveri                     | 3 143 000      | 18,38% |
| 3       | 9 marzo 2024   | Piero Chiambretti e Nino Frassica | Milly Carlucci e Flavio Insinna      | Tullio Solenghi e Massimo Lopez | Rita Pavone, Patty Pravo                  | 3 083 000      | 18,61% |
| Media   | Media          | Media                             | Media                                | Media                           | Media                                     | 3 585 000      | 21,71% |

## Ascolti
| Edizione | Rete televisiva | Anno | Stagione | Programmazione | Programmazione | Programmazione | Programmazione | Programmazione | Programmazione | Programmazione | Collocazione | Telespettatori | Share  | Première       | Première | Finale         | Finale |
| Edizione | Rete televisiva | Anno | Stagione | L              | M              | M              | G              | V              | S              | D              | Collocazione | Telespettatori | Share  | Telespettatori | Share    | Telespettatori | Share  |
| -------- | --------------- | ---- | -------- | -------------- | -------------- | -------------- | -------------- | -------------- | -------------- | -------------- | ------------ | -------------- | ------ | -------------- | -------- | -------------- | ------ |
| 1ª       | Rai 1           | 2024 | inverno  |                |                |                |                |                |                |                | Prima serata | 3 585 000      | 21,71% | 4 529 000      | 28,15%   | 3 083 000      | 18,61% |

## Sigla
La sigla rimane quella della versione originale di Rischiatutto, ma in versione ridotta.